# Dall'America Galletta vol. 2
Dall'America Galletta vol. 2 è il decimo album di Natale Galletta, pubblicato nel 1988.

## Tracce
Lato A
1. Maliziusella
2. Paura
3. 'A sunnambula
4. Ciao
5. Il cantante e il campione

Lato B
1. Guaglione
2. 'Na bruna
3. Torero
4. Russulella
5. Giacca rossa